# Leo Rannaleet
Leo Rannaleet, född 21 september 1927 i Tartu, Estland, död 31 juli 2024 i Uppsala, Sverige var en svensk meteorolog.
Efter studentexamen i Sigtuna 1947 blev Rannaleet filosofie kandidat vid Uppsala universitet 1952 och filosofie licentiat 1961 samt anställdes vid SMHI 1953. Han blev den förste TV-meteorologen i Sverige, när han presenterade väderprognosen i premiärsändningen av nyhetsprogrammet Aktuellt, som sändes i Sveriges Radio/TV den 2 september 1958. Han slutade som TV-meteorolog 1969, var därefter FN-expert i Nepal till 1973, blev chef för allmänna vädertjänsten vid SMHI 1975 och expert vid den meteorologiska världsorganisationen WMO 1981. Han lämnade denna befattning 1987 då han  pensionerades från SMHI.